# サクラ・スクエア
サクラ・スクエア（Sakura Square）は、アメリカ合衆国コロラド州デンバーに位置する小規模な広場。
広場には、1939年から1943年までコロラド州知事を務めたラルフ・L・カーのほか、日系二世の弁護士であるミノル・ヤスイ（安井稔）、米国仏教団の開教師である玉井好孝らの胸像が鎮座している。
また、入口に小さな日本庭園をもうけた、20階建ての日系人向けタワーマンション『玉井タワー』のほか、日本の食料品を扱うスーパーマーケットや日本料理店、浄土真宗の寺社である『トライステート・デンバー仏教寺院』なども置かれている。

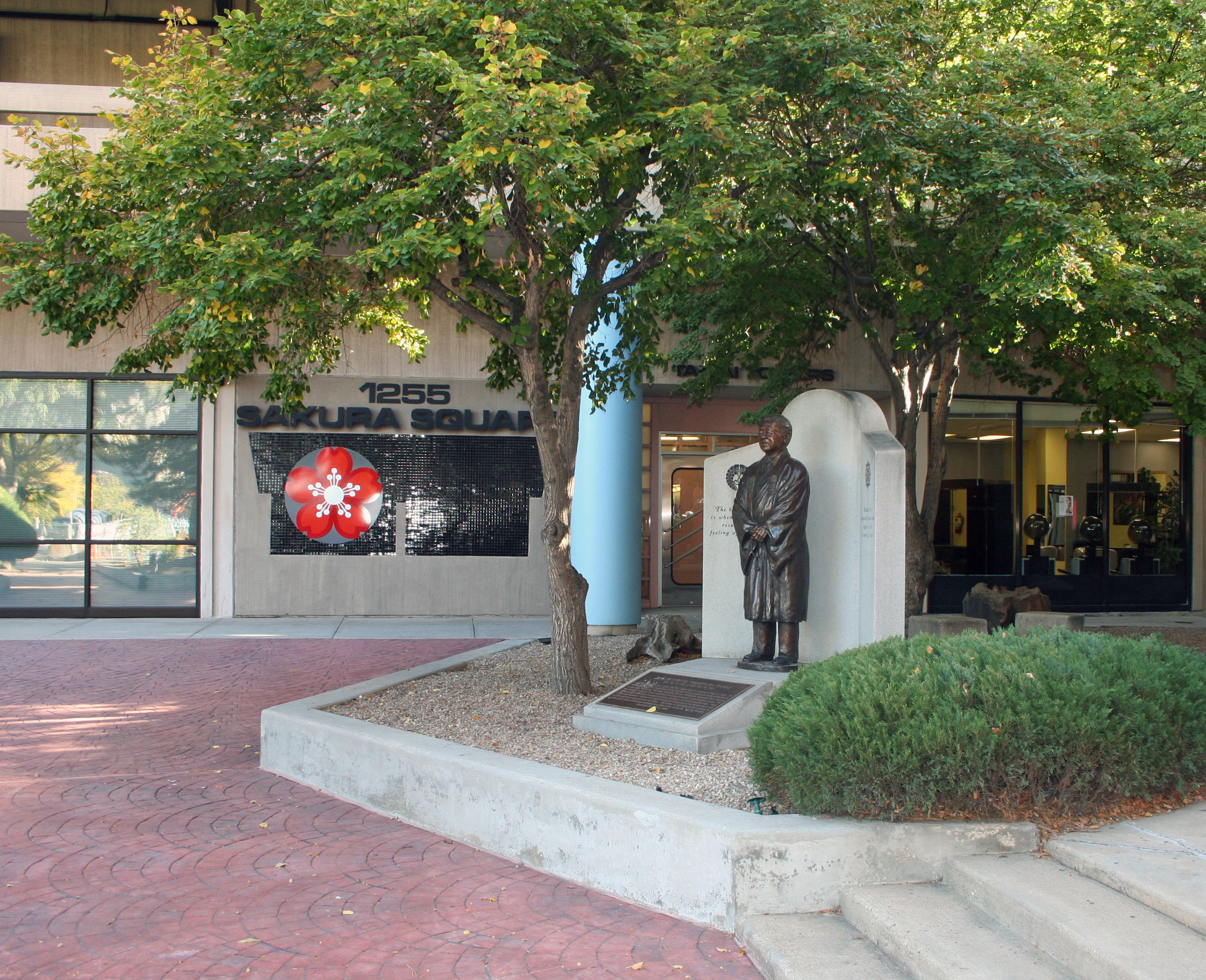
サクラ・スクエア

## 碑文

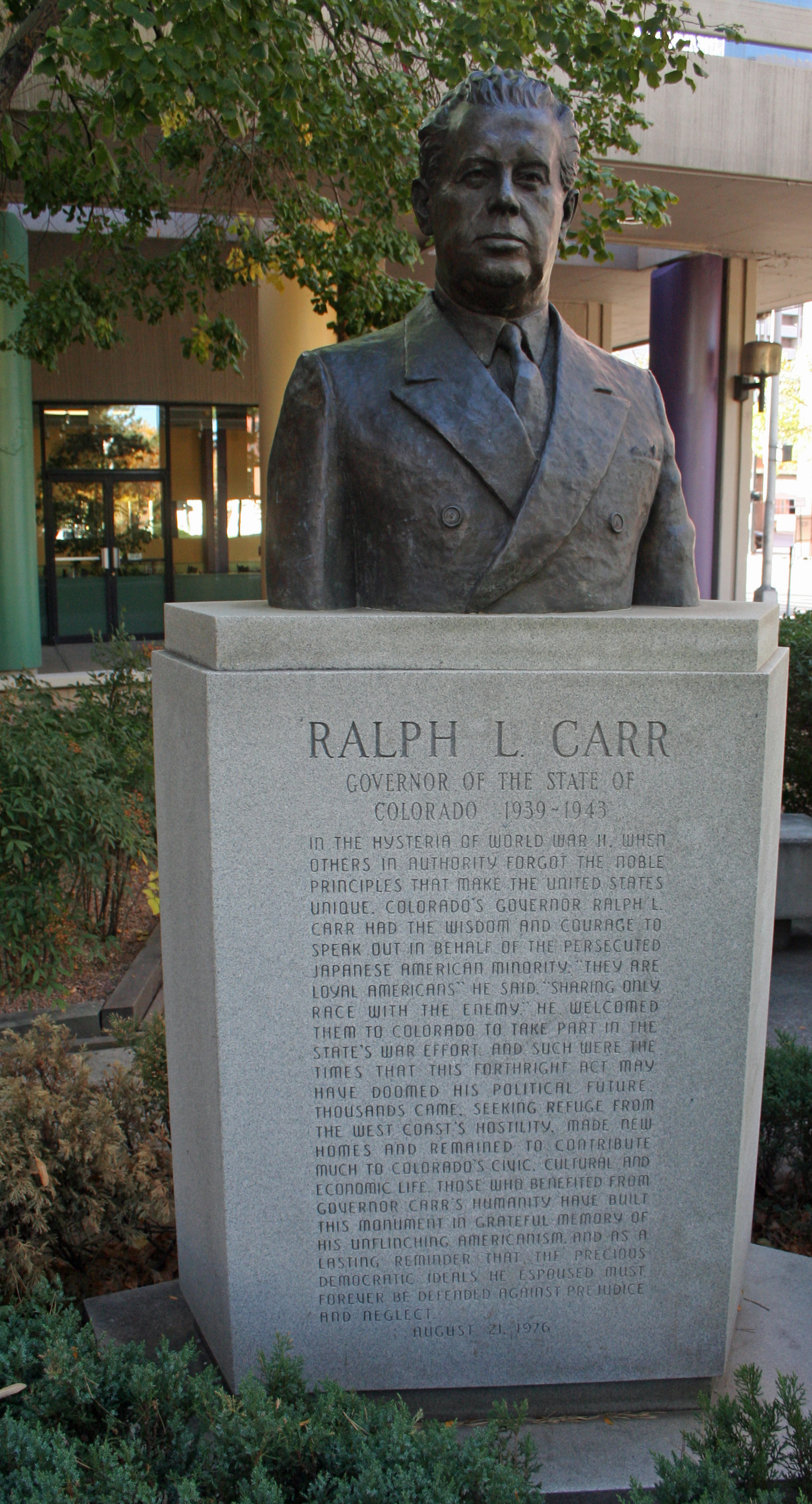
同敷地内にあるラルフ・L・カー元知事の胸像

カー・ヤスイ・玉井らの像には、以下の碑文がそれぞれ刻まれている。
| 第二次世界大戦下の集団ヒステリー状態において、アメリカ合衆国を自由の国たらしめる高貴な原則を、多くの権力者達が忘れてしまった最中、コロラド州のラルフ・L・カー知事は、賢明さと勇敢さを以て、迫害されていたマイノリティたる日系人を強く弁護した。氏は「彼等は忠実なアメリカ人である」「敵と同じであるのは、人種という点だけである」と主張した。自身の政治生命を脅かしかねない言動であるにもかかわらず、戦時体制における州の奉仕へ参加させるべく、日系人をコロラドへ迎え入れた。敵意に満ち溢れた西海岸から、保護を求めてコロラドへ移住した何千人もの日系人達は、同地の市民生活・文化・経済へ、多大な貢献を果たした。カー知事による博愛の恩恵を受けた者達は、彼の断固としたアメリカ精神に敬意を表し、彼が支持した高邁な民主主義の理念は、偏見や無知から永遠に守る義務がある、という事実を後世に語り継ぐべく、この記念碑を建立した。1976年8月21日 |

| 憲法により保証されている筈の権利を、固く信じていたミノル・ヤスイ弁護士は、第二次世界大戦中の政府による人種に基づく日系人への差別的措置の合憲性を試すべく、9ヶ月に及ぶ独房監禁に耐えた。1943年に合衆国最高裁判所は、ヤスイの請求を棄却したものの、1988年にロナルド・レーガン大統領が、日系人の公民権と自由を守れなかった事を、第100議会において謝罪した事により、その名誉は完全に回復された。また、戦後はデンバーにおけるコミュニティー・リレーションズ委員会の常務取締役として、人種や信仰に関係なく、同胞の権利を向上させる事に余生を捧げた。この記念碑は、その最高原理への並外れた献身を以て民族に仕えた、誉れ高きアメリカ人を追悼すべく、建立したものである。1990年8月11日 |

| 日本国富山県に生を受けた玉井好孝開教師は、1930年6月にデンバーの地を踏んだ。師は亡くなるまでの53年間を、コロラド・ワイオミング・ネブラスカ・モンタナ・カンザス・オクラホマ・テキサス・ニューメキシコにおける仏教徒達への、精神的・文化的・社会的な支援に尽力した。師は、仏の教えを体現した高尚な品性を、身を以て示し続けた。その慈悲の精神は、多くの人々の胸を打ち、豊かで永続的な遺産をもたらした。『玉井タワー』は、浄土真宗において上品上生を遂げた大士と周知された師の生ける記念碑として、1972年に築かれた。今尚、師を『いま良寛』と呼び、敬愛し続けるこの地域は、その功績を偲び、この像を建立した。1996年10月5日 |

## 桜祭り
デンバーにおける伝統行事の一つである『桜祭り』は、デンバー仏教会並びに日系人団体であるサクラ・ファンデーションの主催によって、毎年6月下旬にサクラ・スクエアの周辺で開催される。
祭りでは、茶道や生け花といった、日本の文化を紹介するイベントが行われる。また、日本食を提供する屋台のほか、各種デモンストレーションが催される特設ステージ等も設置される。
夕方には、路上で盆踊りが催され、多くの参加者が浴衣をはじめとする和装姿で参加する光景が見られる。